# Uromys neobritannicus
Uromys neobritannicus és una espècie de mamífer rosegador de la família dels múrids. És endèmic de l'illa de Nova Bretanya (Papua Nova Guinea), on viu a altituds d'entre 30 i 500 msnm. El seu hàbitat natural són les selves pluvials. Està amenaçat per la desforestació i la caça. El seu nom específic, neobritannicus, significa ‘neobritànic’ en llatí.